# Avgust Žabkar
Avgust Žabkar, slovenski industrialec in mecen, * 22. julij 1855, Dobe, Avstrijsko cesarstvo, † 18. april 1930, Ljubljana, Kraljevina Jugoslavija.

## Življenjepis
Avgust Žabkar se je rodil 22. julija 1855 v Dobah pri Kostanjevici gozdnemu čuvaju Antonu in njegovi ženi Emiliji rojeni Hes. Po končani osnovni šoli v domači vasi, je postal kovaški vajenec; ključavničarstva se je izučil v Novem mestu in Ljubljani, kjer je obiskoval tudi nedeljsko obrtno šolo pri Katoliškem društvu rokodelcev pomočnikov. Leta 1873 se je kar peš odpravil na svetovno razstavo na Dunaj, tja se je tudi  preselil. Na Dunaju je živel v skromnih razmerah in se praktično usposabljal v ključavničarski stroki, pa tudi teoretično s študijem strokovne literature. Leta 1885 se je vrnil v Ljubljano, najprej je delal kot pomočnik v uspešni ključavničarski delavnici F. Pilka, oktobra 1889 pa je začel s samostojno obrtno delavnico v Frelihovi hiši na Dunajski cesti.
Žabkar je bil zelo podjeten in je svoj obrat vztrajno izpopolnjeval in širil, med drugim je svoje zaposlene pošiljal na šolanje v tujino. Leta 1896 je začel graditi lastno tovarno (na mestu današnjega Gospodarskega razstavišča), ter v nekaj letih postavil več objektov. Tako je leta 1901 registriral livarno železa ter strojno in stavbno ključavničarstvo. Njegova podjetja so izdelovala razne stroje, naprave za mline in žage, Francisove turbine, industrijske transmisije ter železne konstrukcije za strešne stole in mostove. 
Po ljubljanskem potresu 1895 je njegovo podjetje veliko sodelovalo pri obnovi Ljubljane, izdelalo je železne konstrukcije pri skoraj vseh ljubljanskih cerkvah (za oder ljubljanske Opere), izdelovalo je tudi prve bencinske motorje in tovornjake na Slovenskem. Za investicije in za povečanje proizvodnje si je kapital deloma izposodil. Leta 1912 je svoje podjetje z Ivanom Kastelicem (ravnateljem ljubljanske Ljudske posojilnice) preoblikoval v javno delniško družbo Kastelic & Žabkar.
Njegova tovarna je kmalu postala eno izmed pomembnejših industrijskih podjetij na slovenskem ozemlju; na začetku je zaposlovala okoli 50, 1909 pa približno 150 delavcev. Uveljavila se je ne le doma, marveč tudi na tujem. Po koncu prve svetovne vojne so bile ljubljanske strojne tovarne v novih gospodarskih razmerah združene v skupno podjetje; 1919 je bila ustanovljena delniška družba Strojne tovarne in livarne, ki je odkupila podjetje Kastelic & Žabkar., G. Tönnies in zvonarno Maksa Samasse. Žabkar je sodeloval pri ustanovitvi družbe in bil do smrti njen predsednik oz. podpredsednik. Umrl je 18. aprila 1930 v svoji vili v Ljubljani.
Zavedajoč se pomena strokovne izobrazbe za napredek obrti, je gmotno podpiral izdajanje učbenikov za obrtne nadaljevalne šole. Pri knjigi Obrtno računstvo za stavbno, umetno in strojno ključavničarstvo in za železobetonstvo Henrika Podkrajška (1925) je tudi osebno sodeloval in omogočil da je bila bogato ilustrirana.